# Јапански јавор (Acer palmatum)
Јапански јавор (Acer palmatum) веома је популарно мало украсно листопадно дрво, ређе жбун. Радо се сади на свим категоријама зелених површина. Не треба га мешати са врстом Acer japonicum, такође познатом као јапански јавор

## Распрострањеност
Ареал ове врсте обухвата Јапан, Кореју, источну и централну Кину.

## Опис врсте
У природном станишту достиже висину 6-8 м. Бројни култивари достижу висине од 0,5 до 25 м. Крошња одраслих јединки је полулоптаста. Гранчице су црвене, танке и голе.

Листови су ситнији него код A. japonicum, дубоко режњевити, са 5-11 режњева, дуги 5-10 цм. Режњеви су јајасто ланцетасти, двоструко назубљеног обода. Лисне петељке су голе, танке, дуге 1,5-4,3 цм.

Цветови су пурпурни, крупни, пречника до 0,8 цм, скупљени у штитасте метлице. Цвета априла-маја.

Плод чине две крилате орашице. Крила међусобно заклапају туп угао.

Основна врста размножава се семеном, али се култивари готово увек размножавају резницама, како би се задржале њихове особине.

- Кора дебла
- Листови
- Цвасти
- Плодови

## Услови станишта
је топлољубива врста. најбоље расте на свежем и плодном земљишту, уз повећану влажност ваздуха. Има снажнији пораст уколико се додатно не прихрањује. Може издржати ниске температуре до -30 °C. Бројни култивари имају различите захтеве према светлости - неки траже осунчане положаје, а неки засену. Већина култивара може успешно расти у жардињерама.

## Значај у озелењавању
Јапански јавор (Acer palmatum)је изузетно декоративна врста, како због егзотичном изгледу хабитуса, тако и по облику листова и њиховој лепој боји. Изузетан је украс малих вртова, али и већих зелених површина. Најлепши је када расте сам на травњаку. Незаобилазан је детаљ сваког јапанског врта. Једна је од омиљених врста међу љубитељима бонсаи уметности.

## Култивари
Врста је веома варијабилна. Прави је изазов за вртларе, дендрологе, ботаничаре, генетичаре. Отуда потиче и синоним за њу - Acer polymorphus Setz. Постоји изузетно велики број култивара који се разликују по висини, облику хабитуса, боји, облику и величини листова и тд.
- Неки од култивара Јапанског јавора (Acer palmatum)
- A. p. 'Atropurpureum'
- A. p. 'Bloodgood'
- A. p. 'Elegans'
- A. p. 'Kagero'

- A. p. 'Linearilobum'
- A. p. 'Rubrum'
- A. p. 'Sango Kaku'
- A. p. 'Oshio beni'